# Hypselodelphys velutina
Hypselodelphys velutina là một loài thực vật có hoa trong họ Marantaceae. Loài này được Jongkind mô tả khoa học đầu tiên năm 2008.